# Email

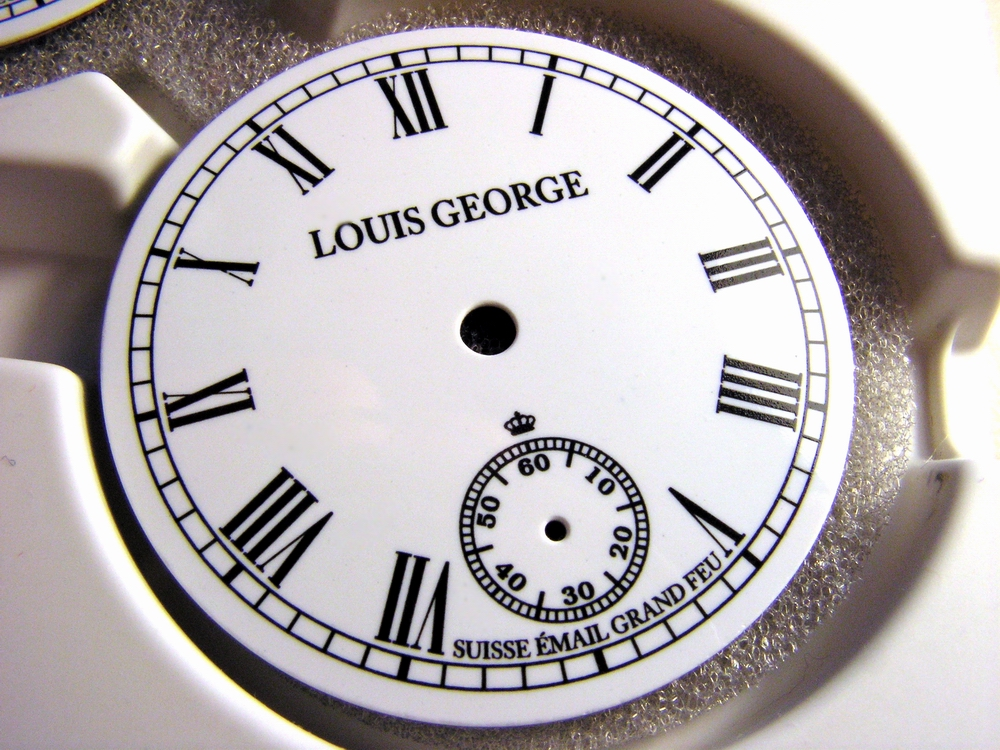
Armbanduhren-Zifferblatt aus emailliertem Blech

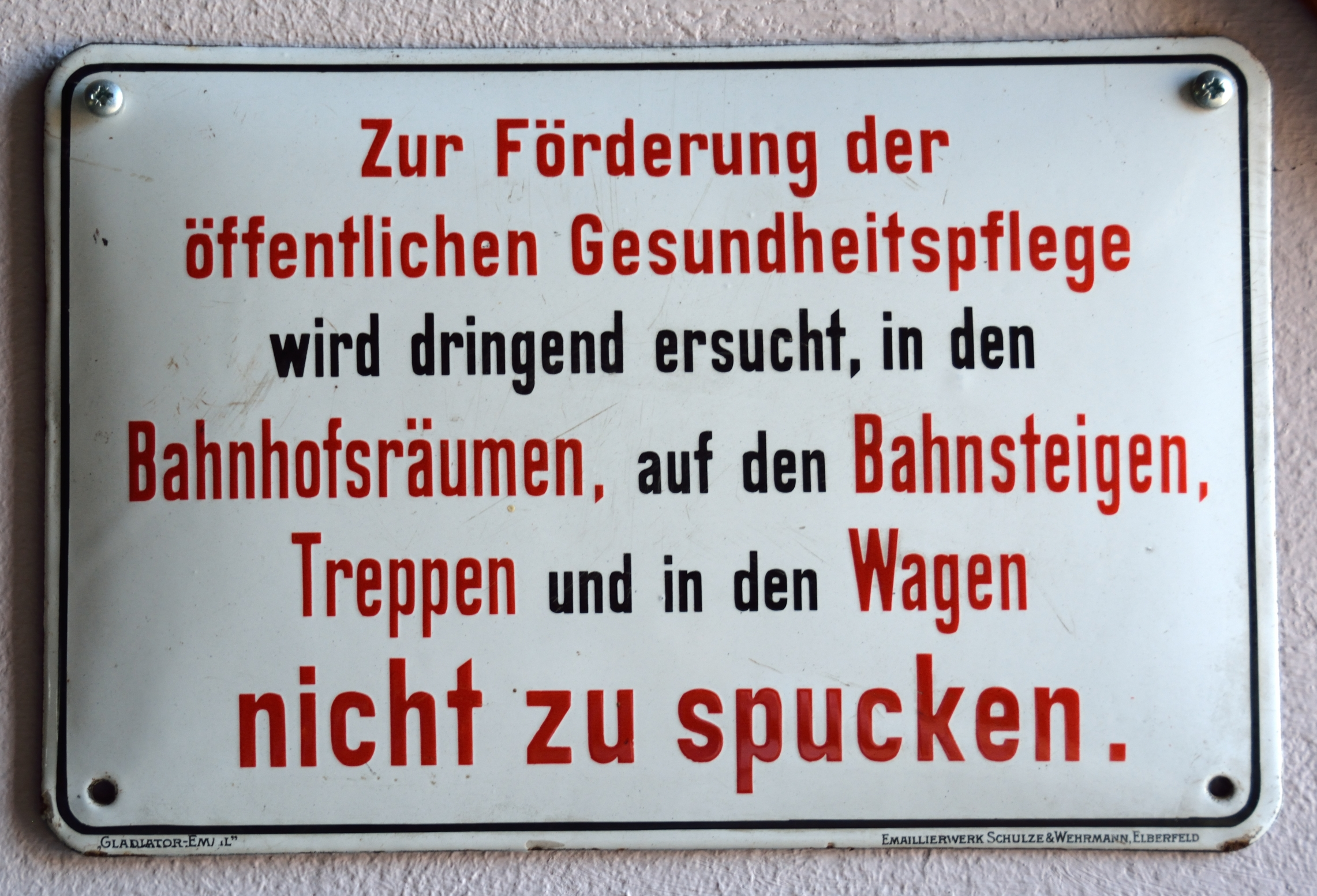
Historisches Hinweisschild im DB Museum Nürnberg

Das Email ([eˈmaɪ̯] oder [eˈmaːj]; süddeutsch, österreichisch [eˈmaɪ̯l]) oder (häufiger) die Emaille ([eˈmaljə], [eˈmaɪ̯] oder [eˈmaːj]; von französisch émail, von altfränkisch *smalt, verwandt mit schmelzen; auch als Schmelzglas oder Schmelzwerk zu finden) bezeichnet eine Masse anorganischer Zusammensetzung, meist aus Silikaten und Oxiden bestehend, die durch Schmelzen, Fritten oder Sintern (was einen kurz vor dem Zusammenschmelzen abgebrochenen Schmelzvorgang bedeutet) in meist glasig erstarrter Form hergestellt wird. Diese Masse wird, manchmal mit Zusätzen, in der Regel in einer oder mehreren Schichten auf ein Trägermaterial aufgebracht und bei hohen Temperaturen und kurzer Brenndauer geschmolzen, wobei meist ein Überzug des Trägermaterials angestrebt wird. Email kommt auf Metall oder Glas als Trägermaterial zum Einsatz.
Zur Abgrenzung ähnlicher Produkte im Warenverkehr wird die vom RAL-Institut herausgegebene Spezifikation für „Emaille“ herangezogen. In der RAL-RG 529 A3 sind die gültigen „Begriffsbestimmungen für Email(le)“ niedergelegt. Alle nicht dieser Definition entsprechenden Techniken und Materialien wie Keramikglasuren werden danach nicht als „Emaille“ bezeichnet. Zulässig sind jedoch Wortverbindungen wie „Emaillelack“ oder „Emaillierpaste“. Diese Materialien haben allerdings nichts mit dem Email im Sinne dieses Artikels zu tun. Ergänzend zu den technisch-warenrechtlichen Definitionen des RAL-Instituts ist zum Sprachgebrauch von Email/Emaille noch anzumerken: Die kunstgeschichtliche und kunsthandwerkliche Fachsprache bevorzugt den Begriff Email, womit sowohl Material und Technik als auch ein (kleines) emailliertes Objekt oder ein emailliertes Teilstück bezeichnet wird.
Kaltemaille hingegen ist ein mit Farbpigmenten vermischtes Kunstharz, das ohne Erhitzen erstarrt und zur Schmuckherstellung verwendet wird.

## Geschichte
Die Schutzfunktion von Emaille an Alltagsgeräten ist eine Neuerung des 19. Jahrhunderts. Ältere Emailarbeiten haben durchweg Schmuckcharakter.
Die erste bekannte Emailarbeit ist 3500 Jahre alt und als Grabbeigabe in mykenischen Gräbern auf Zypern gefunden worden. Auch die alten Ägypter kannten Emailarbeiten, sowohl auf Gold als auch auf Eisen. Einen weiteren Höhepunkt der Emailtechnik erreichten die Kelten 500 v. Chr. mit dem Blutemail.

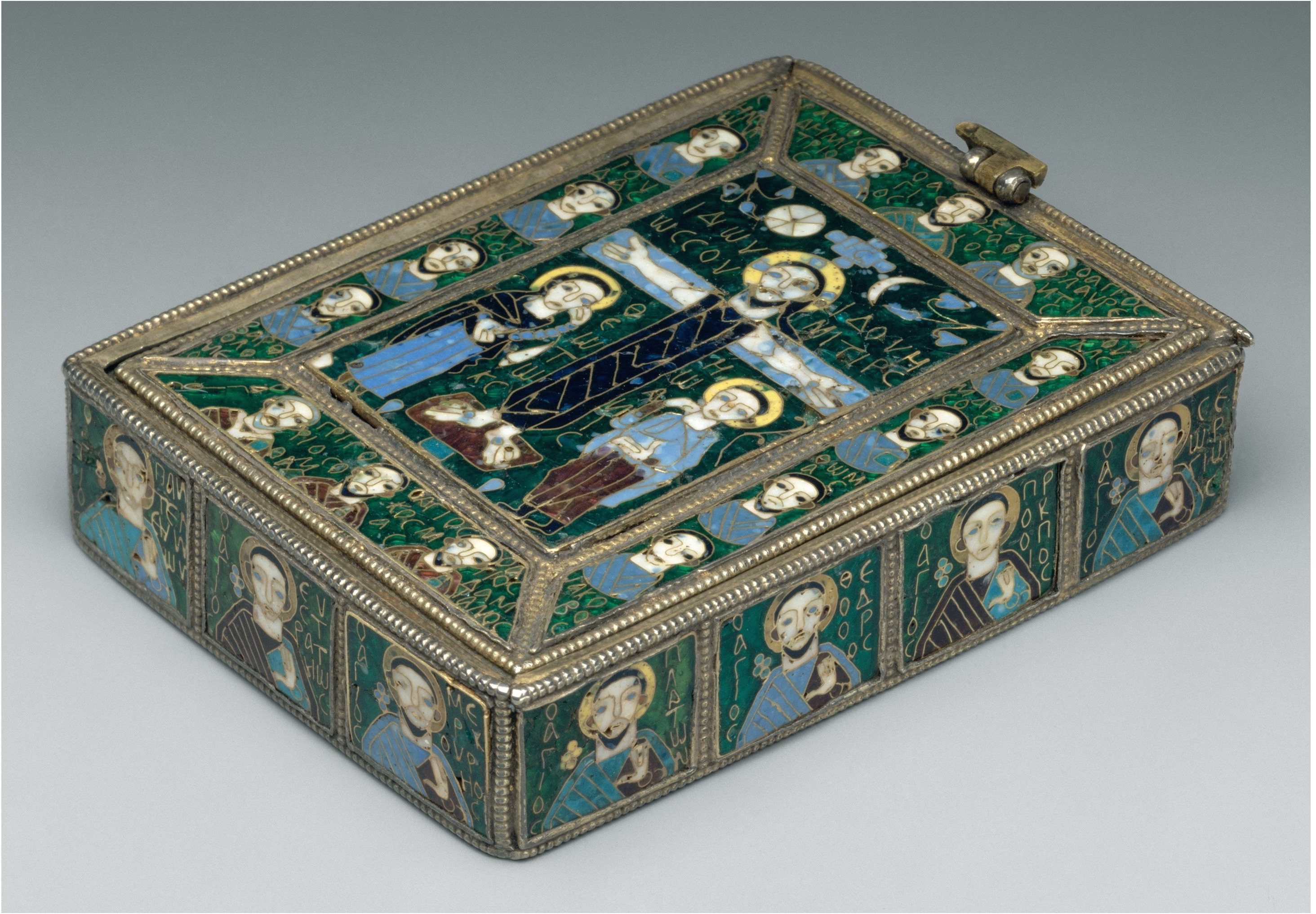
Reliquienkästchen, Metropolitan Museum of Art

Im Mittelalter wurde Email im Rahmen der Goldschmiedekunst eingesetzt. Eine erste Blüte erlebte die Emailkunst um das Jahr 1000 (Zellenschmelz, Cloisonné), möglicherweise befördert durch die aus Byzanz stammende Kaiserin Theophanu (vergleiche dazu den Einbanddeckel des Codex aureus Epternacensis).

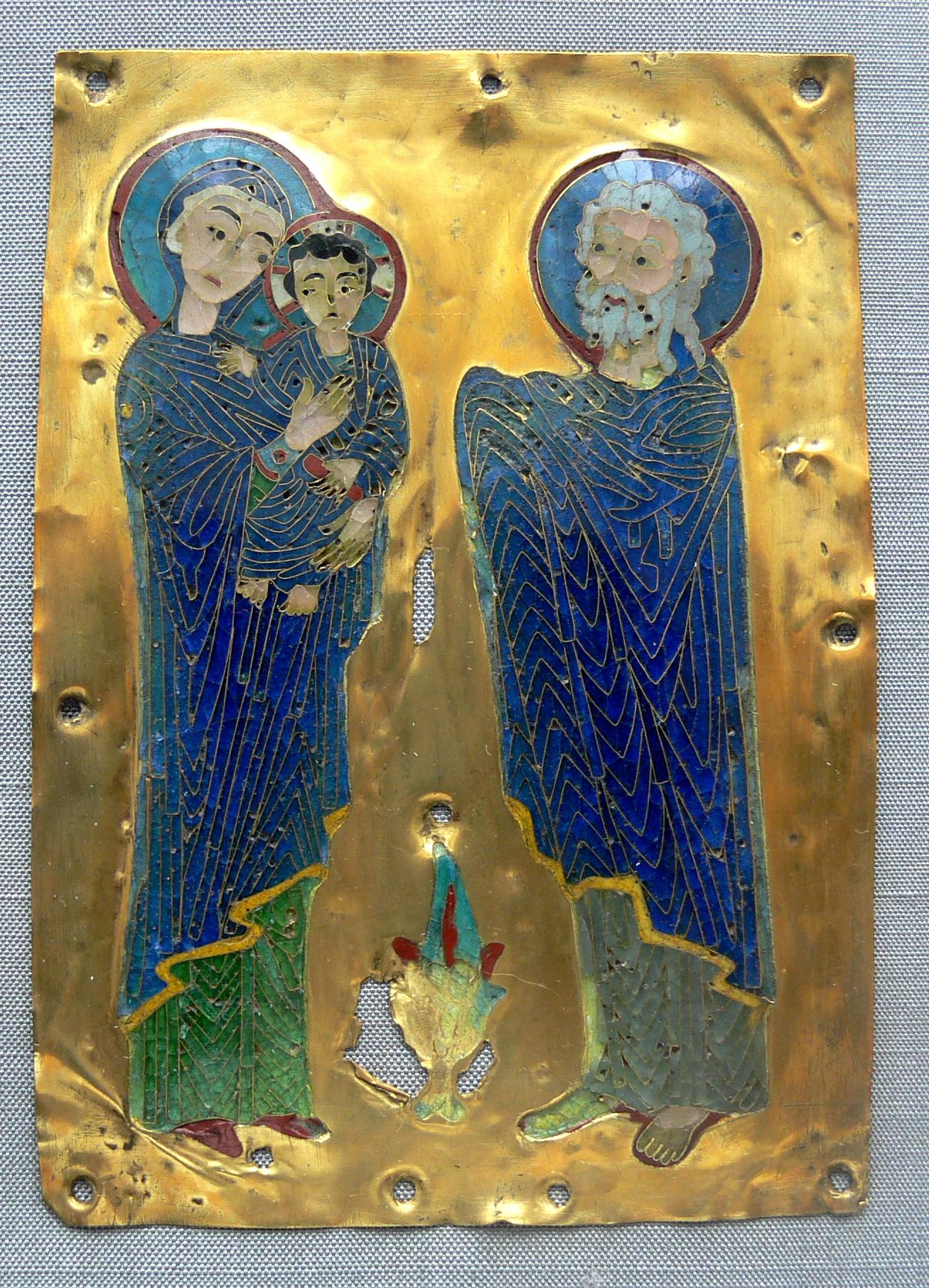
Darbringung Christi, byzantinisch, Goldzellenschmelz; 12. Jahrhundert Kunstgewerbemuseum Berlin, Inv.-Nr. 27,19

 Dabei wurden zarte biegsame Goldbänder so auf eine Metallplatte aufgelötet, dass sie die Umrisse der gewünschten Figur ergaben. Die so entstandenen Zellen (cloisons) wurden mit verschiedenfarbigen Schmelzpulvern gefüllt und bis zum Anschmelzen der Masse erhitzt. Dies wurde solange wiederholt, bis die nötige Höhe des Emails erreicht war. Eine zentrale Werkstatt für diese Technik war wahrscheinlich in Trier beheimatet. Ein wichtiges Beispiel dieser Kunst ist die Pala d’Oro in Venedig. Schon in der Frühzeit wurden gern transluzide Glasflüsse verwendet, die den goldenen Metallgrund glänzend durchscheinen ließen.
Das Maasland trat im 11. Jahrhundert mit Arbeiten nach dem Grubenschmelz-Verfahren (émail champlevé) hervor, deren Blütezeit im 12. Jahrhundert im Kölner Raum lag. Hierbei wurden opake Schmelzfarben bevorzugt, deren Flächen nicht mehr durch Stege getrennt waren, sondern Vertiefungen ausfüllten, die mit dem Stichel aus dem Metall ausgehoben waren. Später gewannen die blauen Arbeiten des Limoges-Email aus Südwestfrankreich bis ins 13. Jahrhundert an Bedeutung und waren in weiten Teilen Europas verbreitet. Im 14. Jahrhundert kehrte das durchsichtige Email, jetzt auf reliefartig gerasterte Silbergründe aufgebracht, zurück. In kleine Platten wurde die meist figürliche Zeichnung so graviert oder geschnitten, dass sie ein sehr flaches, aber scharf umrissenes Relief bildete, und dann die ganze Fläche mit verschiedenfarbiger durchsichtiger Schmelzmasse überzogen. Wo die Schicht dünner wurde, glänzte das Silber durch und gab die lichten Stellen, während an den dickeren Schichten Schatten vorherrschte. Dies führte zu einer äußerst zarten Wirkung der Emailarbeit.
Eine für die frühe Neuzeit typische Art der Emailbearbeitung ist das Maleremail, das im 16. Jahrhundert in Limoges entstand. Die Farbflächen sind hier nicht mehr durch Stege oder Metallpartien getrennt, sondern ineinander übergehende, mit dem Pinsel aufgebrachte Farben ermöglichen miniaturhaft feine, bildliche Darstellungen. Um Verspannungen des Trägermaterials (und damit Sprünge im Email) zu vermeiden, wurde auch die Rückseite der Hauptdarstellung mit Email überzogen (contreémail [contre-émail]), das ebenfalls dekoriert sein konnte. Wichtige Künstler sind Pierre Reymond, Jean Courtais und Léonard Limousin. Im 17. Jahrhundert wurde diese Technik von der Emailmalerei abgelöst. Bei ihr werden nur noch die Metalloxide malerisch auf den weißen Emailgrund gebracht und aufgebrannt. Das Verfahren wurde insbesondere in Frankreich und der Schweiz, auch in Deutschland angewendet. Uhrendeckel und Tabaksdosen waren typische Anwendungen dieser Dekorationskunst. Nach dem Rückgang der Emailkunst in der Mitte des 18. Jahrhunderts brachte erst ein Jahrhundert später eine Rückbesinnung im Bereich der kirchlichen Goldschmiedearbeiten ein Aufleben der alten Emailkunst. Diese belebte die mittelalterlichen Techniken, im späteren 19. Jahrhundert erinnerte man sich auch der dekorativen Möglichkeiten der Renaissance und imitierte (nicht selten in Fälschungsabsicht) die Vorbilder des 16. Jahrhunderts. Wichtige Stätten waren dabei Aachen, Köln, Wien, Mechelen, Brüssel, Lyon und Paris. Im 20. Jahrhundert wurde im Sinne der zeitgenössischen Strömungen (Expressionismus, Neue Sachlichkeit) auch die Emailkunst in den Werkkunstschulen neu belebt.
Durch die Nachfrage angeregt, begannen auch Japaner, Chinesen und Inder die Emailkunst wieder aufzunehmen und zu vervollkommnen.

## Zusammensetzung
Chemisch betrachtet handelt es sich bei Email um ein Schmelzgemisch. Glasbildende Oxide sind hierbei Siliciumdioxid (SiO2), Bortrioxid (B2O3), Natriumoxid (Na2O), Kaliumoxid (K2O) und Aluminiumoxid (Al2O3). Als Trübungsmittel dienen die Oxide von Titan, Zirconium und Molybdän. Damit Email fest auf metallischem Untergrund haftet, enthält es weiterhin Cobalt- oder Nickeloxid. Die zumeist eingesetzten keramischen Pigmente sind Eisenoxidpigmente, Chromoxide und Spinelle.

## Eigenschaften

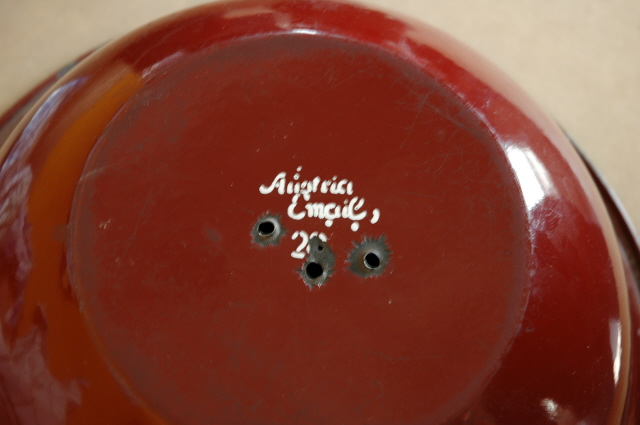
An den Einschusslöchern dieser Schüssel ist das Email abgeplatzt.

Man unterscheidet transparente und opake Emails mit fließenden Übergängen. In der industriellen Anwendung dient das Email als Schutzüberzug, beispielsweise von Gebrauchsgegenständen oder verfahrenstechnischen Apparaten. Das Metall wird hierbei durch die Emailschicht vor Korrosion geschützt. Man spricht von „technischem Email“. Email dient oft zur Dekoration der Trägermaterialien, beispielsweise durch Zugabe von farbigen Oxiden. Emails, die für kunstgewerbliche Arbeiten in Gebrauch sind, nennt man Kunst- oder Tombak-Email. Schmuckemail ist Email für die Kupfer- und Edelmetallemaillierung.
Da die Emailschicht spröder als das darunter liegende Metall ist, kann sie bei unsachgemäßer Behandlung brechen oder abplatzen. Die Eigenschaften des Emails sind auf das Untergrundträgermaterial und den Verwendungszweck abzustimmen. Faktoren wie Farbe, Haftvermögen, Wärmeausdehnung, chemisches Reaktionsvermögen, Toxizität, Verarbeitbarkeit und auch der Preis werden bei der Auswahl berücksichtigt. Email muss einen deutlich niedrigeren Schmelzpunkt besitzen als das Trägermaterial und die Farbpigmente dürfen sich durch die notwendige Hitzeentwicklung nicht zersetzen.

## Herstellung

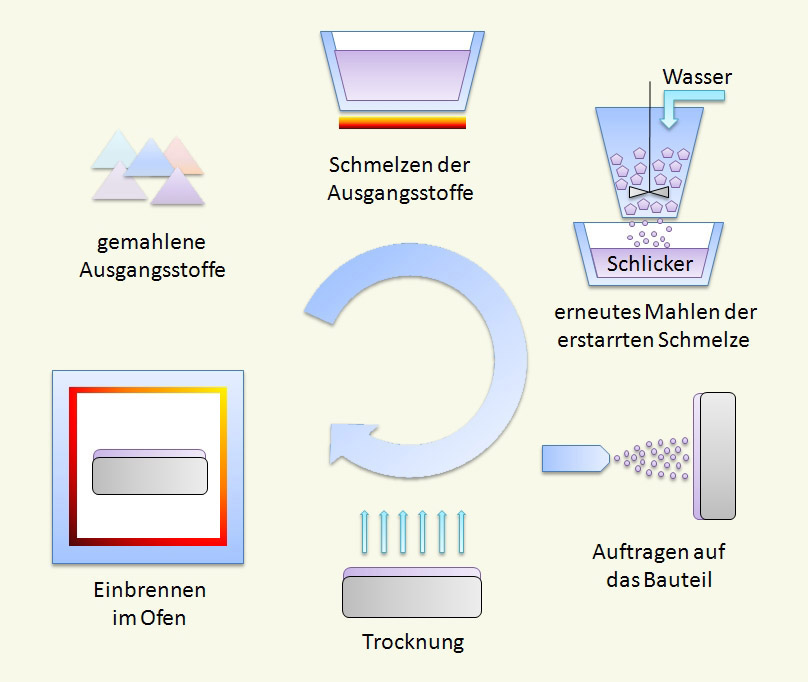
Schematische Darstellung des Emaillierprozesses

Email besteht aus glasbildenden Oxiden und solchen, die die Haftfähigkeit auf dem Trägermetall stellen oder die Farbe geben. Ein Grundemail besteht z. B. aus 34 % Borax, 28 % Feldspat, 5 % Fluorid, 20 % Quarz, 6 % Soda, 5 % Natriumnitrat und je 0,5 bis 1,5 % Cobalt-, Mangan- und Nickeloxid. Die Zusammensetzung von Deckemail weicht hiervon etwas ab: 23 % Borax, 52 % Feldspat, 5 % Fluorid, 5 % Quarz, 5 % Soda, 2,5 % Natriumnitrat, je 0,5 bis 1,5 % Cobalt-, Mangan- und Nickeloxid und 6,5 % Kryolith. Diesem werden später im Herstellungsprozess noch 6 bis 10 % Trübungsmittel (Zinnoxid, Titansilikate) und Farboxide beigegeben. Die genannten Stoffe werden fein gemahlen und geschmolzen. Die Schmelze wird in Wasser gegossen, abgeschreckt und die entstehende körnige glasartige Fritte wieder fein gemahlen. Beim Mahlen werden 30 % bis 40 % Wasser, Ton und Quarzmehl zugesetzt. Je nach Art des Emails kommen noch die erwähnten Trübungsstoffe und Farboxide hinzu. Der entstehende Emailschlicker muss zur besseren Mischung einige Tage ruhen, bevor er weiterverwendet werden kann.
Die zu emaillierenden Gegenstände werden ausgeglüht, in Säure geätzt, mit Laugen neutralisiert und gewaschen. Der Grundemailschlicker wird durch Tauchen oder Spritzen aufgebracht und bei 850 bis 900 °C eingebrannt. Die Emailschicht schmilzt zu einem Glasüberzug und die Gegenstände können anschließend mit einer oder mehreren Deckemailschichten überzogen werden. Diese werden jede einzeln bei 800 bis 850 °C gebrannt. Einfache Emaillierungen, sogenannte Einschichtemails, werden in einem Arbeitsschritt aufgebracht. Dünnschichtemails gehören zu dieser Gattung.

## Technisches Email
Technisches Email ist die Anwendung des Emaillierens in technischen Applikationen, wie beispielsweise zum Korrosionsschutz von hoch säurebeständigen Druckbehältern in der chemischen und pharmazeutischen Verfahrenstechnik.

## Schilderemaillierung
Bei der Schilderemaillierung werden Dünnblech-Emails verwendet. Auf ein Stahlblech mit einer Dicke von 2 bis 3 Millimeter wird Email aufgetragen und gebrannt. Die Schrift entsteht üblicherweise im Siebdruck oder mit Abziehbildern, die aus Emailpuder hergestellt sind, also aus feinst gemahlener Emailfritte. Mittlerweile ist es zudem technisch möglich, Emailschlicker (in Wasser und Stellmitteln suspendierte, fein gemahlene Emailfritte) mit Tintenstrahldrucker-Technik auf ein Abziehbild aufzudrucken. Nach dem Aufbringen der Beschriftung erfolgt ein abschließender Einbrand.
In den ersten Jahren des 20. Jahrhunderts wurde die massenhaft auftretende Reklame oft als „Blechpest“ bezeichnet. Heute sind Emailleschilder gesuchte Sammelobjekte.

## Schmuckemail
Bei der Herstellung von Schmuckemail gibt es verschiedene weitere Techniken: z. B. der Rostower Finift.

### Drahtemail

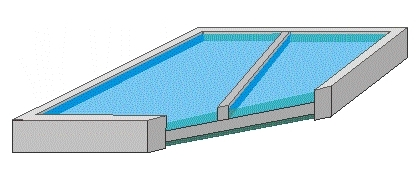
Zellenschmelz-Email Aufbau

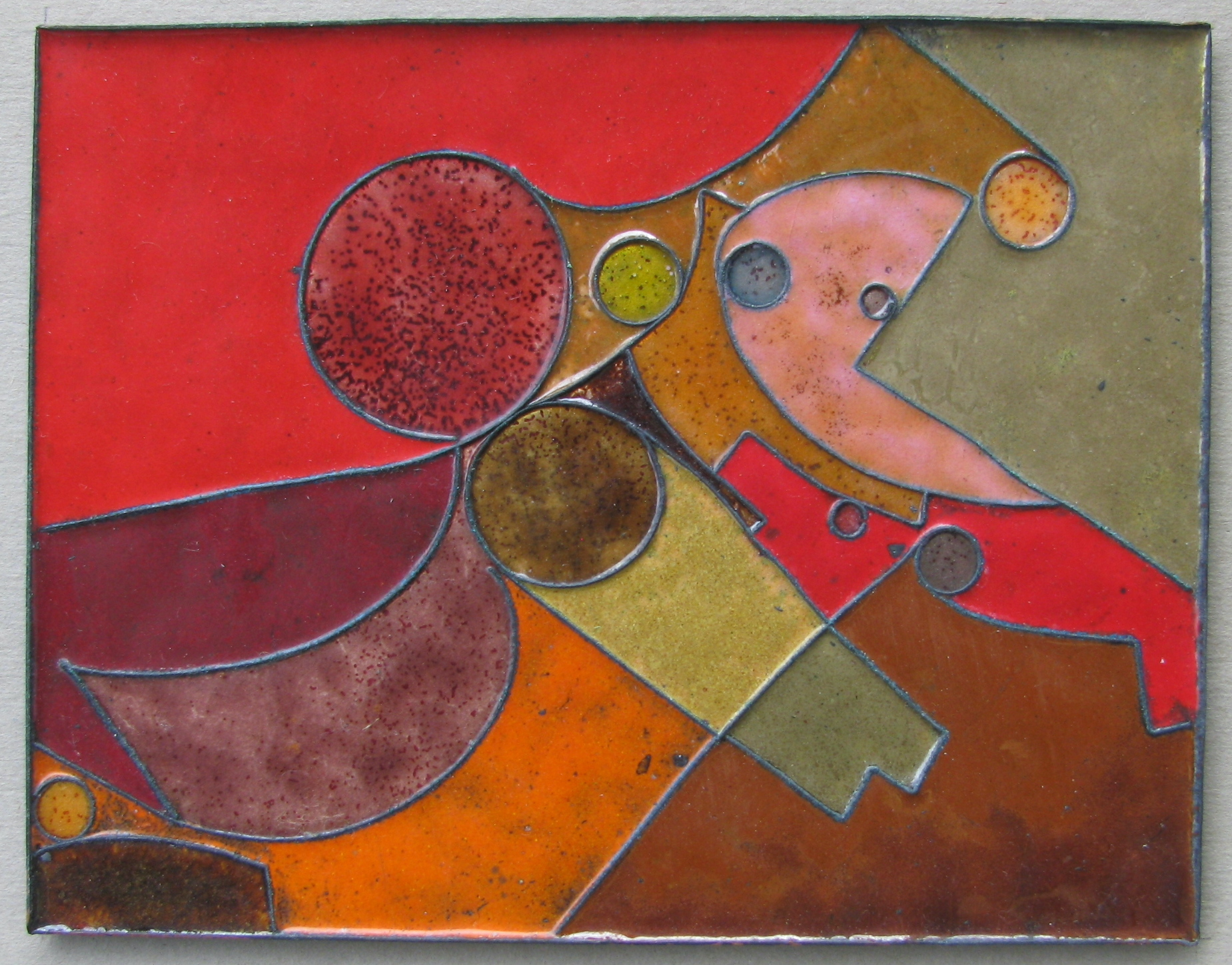
Emailmalerei als Drahtemail

Beim Drahtemail (die Drahtemaille, das Stegemaille, Zellenschmelz oder das Émail cloisonné (französisch cloisonner: unterteilen, durch eine Scheidewand trennen)) werden auf einer Grundplatte aus (Edel-)Metall Drähte aufgebracht als Begrenzung von farbigen Flächen bzw. Zellen. Die Drähte können hochkant gestellte Flachdrähte, Runddrähte, gekordelte oder tordierte Drähte sein. Sie werden in Form gebogen, dann aufgelegt, verlötet oder in eine vorgebrannte, dünne Schmelzfläche eingebrannt. In die Zwischenräume bringt man pulverisierte Glasstücke zum Beispiel als feuchten Brei auf. Mit Variationen sind sehr unterschiedliche Effekte bis hin zur Darstellung von Bildern möglich. Die Stege können als Konturen als malerische Komponente zur Geltung kommen. Sie bleiben nach dem Brennen entweder erhaben stehen oder werden anschließend bis auf die Höhe des Emails abgeschliffen und poliert. Auf die Rückseite der Grundplatte muss beim Zellenschmelz ebenfalls eine Emailschicht, das sogenannte Konteremail (deutsche Schreibweise), aufgetragen werden, damit sich die Platte nicht durch die unterschiedlich starke Wärmeausdehnung der Materialien beim Abkühlen verzieht.

### Fensteremail

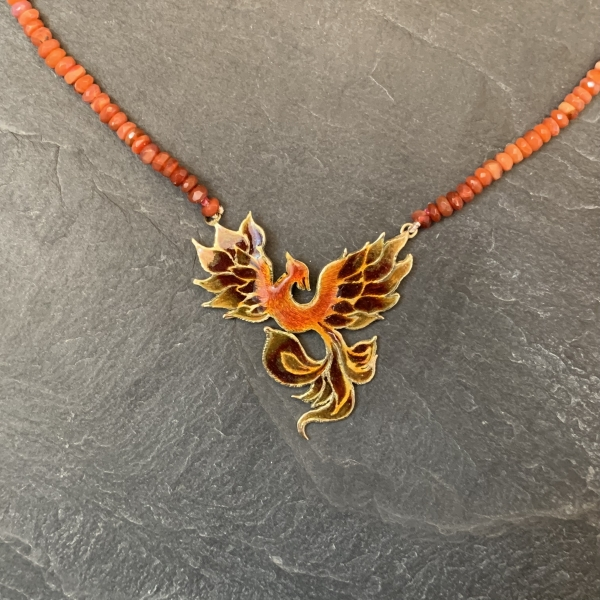
Phönix-Collier mit Feuer-Email in Fenster-Email-Technik

Beim Fensteremail (franz. plique à jour oder émail à jour, übersetzt etwa: offenes Email) werden entweder ebenfalls Stege miteinander verlötet oder aus einer Edelmetallplatte wird das gewünschte Motiv ausgesägt, so dass ein Gerüst entsteht. Diese Arbeit wird dann auf Kupferfolie oder Glimmer gelegt, das als Halt für das Email dient, welches in die Zwischenräume der Stege eingefüllt und gebrannt wird. Anschließend werden die Folie oder der Glimmer wieder entfernt, so dass das Email nur seitlich durch die Stege gehalten wird. Die Rückseite der Arbeit wird anschließend glattgeschliffen und poliert. Das so entstandene Schmuckemail ist je nach verwendeter Emailart mehr oder weniger lichtdurchlässig und ähnelt im Effekt farbigen Glasfenstern.

### Grubenschmelz

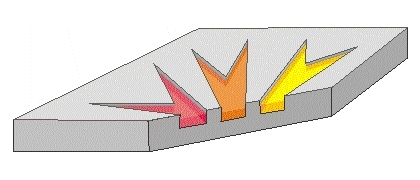
Grubenschmelz-Email Aufbau

Beim Grubenschmelz (franz. émail champlevé, übersetzt etwa: Email mit erhöhter Platte) werden entweder zwei Edelmetallplatten aufeinandergelötet, in deren oberer ein Motiv oder Muster ausgesägt wurde, oder aber in eine dicke Platte werden durch Gravieren, Ätzen, Schaben oder andere Verfahren flächige oder lineare Vertiefungen eingelassen, die mit dem Email aufgefüllt werden. Durch die größere Stärke der verwendeten Metallplatte ist beim Brand des Grubenschmelzes kein Konteremail erforderlich. Die Trägerplatte liegt hier nicht wie beim Zellenschmelz unter dem Email, sondern auf einer Höhe mit dem Email (daher der französische Begriff), das von den in diese Platte eingetieften Gruben aufgenommen wird.

### Grubenrelief
Das Grubenrelief (franz. émail en basse taille, d. h. übersetzt „Flachschnitt-Email“) wird ähnlich wie der Grubenschmelz hergestellt, jedoch wird in den flachen Boden der Grube, meist mit einem Stichel, ein Bildrelief eingeschnitten. Die Grube wird schließlich mit transparentem Email (sog. transluzides Email) aufgefüllt, so dass das eingravierte Bildmotiv nach dem Brand sichtbar bleibt. An den tiefen Stellen erscheint es durch die entstehende dickere Emailschicht dunkler, an den erhabenen Stellen hingegen je nach Art des verwendeten Emails zarter oder heller, so dass auch auf diese Weise Bilder dargestellt werden können. Auch hier ist ein Konteremail aufgrund der Dicke der verwendeten Grundplatte entbehrlich.

### Senkschmelz
Beim Senkschmelz (franz. émail mixté) werden mit Hilfe von Flachpunzen Vertiefungen in die sehr dünne Grundplatte getrieben. Dann werden wie beim Zellenschmelz diese Vertiefungen mit Stegen versehen und die entstandenen Zellen mit Email aufgefüllt und gebrannt.

### Freie Emailmalerei
Bei dieser Technik wird außer einem äußeren Rahmen auf Zwischenstege zur Trennung der Emailfarben verzichtet. Ansonsten gleicht der Aufbau der Arbeit dem Zellenschmelz, die Emailfarben werden frei aufgetragen, so dass sie je nach Art des verwendeten Materials mehr oder weniger stark ineinander verlaufen können. Die Grundplatte wird durch ein Konteremail stabilisiert. In einer Variante der Emailmalerei wird die Grundplatte zunächst mit einer hellen, in der Regel weißen Schicht opaken Emails überzogen, auf die mit Metalloxidfarbe ein Motiv aufgemalt und gebrannt wird. Zum Schluss wird die Arbeit mit einer farblosen Emailschicht überzogen.

### Körperemail
Für das Körperemail (franz. émail en ronde bosse) wird zunächst eine vollplastische Figur aus dünnem Blech getrieben. Diese wird innen mit einer Schicht Konteremail überzogen und außen mit einer weiteren Emailschicht verziert, die vor dem Brand wie bei der Emailmalerei farbig gestaltet werden kann. In einer Variante wird die Form aus Draht gebogen und mit Email überzogen.

## Ausbildung
Eine bedeutende Ausbildungsstätte für Emailleure war in der DDR die heutige Burg Giebichenstein Kunsthochschule Halle.
Eine Ausbildung zum Emaillierer bietet unter anderem die Goldschmiedeschule mit Uhrmacherschule Pforzheim an. Weitere regelmäßige Seminare und Weiterbildungsveranstaltungen bietet der Deutsche Emailverband über das Informations- und Bildungszentrum Email e. V. an.